# Nankan
Nankan (jap. 南関町 Nankan-machi) – miasto w Japonii, na wyspie Kiusiu, w prefekturze Kumamoto. Według danych na rok 2020 miejscowość zamieszkiwało 8 979 mieszkańców , a gęstość zaludnienia wyniosła 130,3 os./km².